# Wolfgang Graf von Blücher-Finken
Wolfgang Graf von Blücher-Finken (31 de janeiro de 1917 - 21 de maio de 1941) foi um oficial alemão que serviu durante a Segunda Guerra Mundial. Foi condecorado com a Cruz de Cavaleiro da Cruz de Ferro.

## Condecorações
| Cruz de Ferro 2ª Classe                               |
| Cruz de Ferro 1ª Classe                               |
| Cruz de Cavaleiro da Cruz de Ferro 24 de maio de 1940 |